# 植之原道行
植之原 道行（うえのはら みちゆき、1925年9月5日 - 2007年12月19日）は、日本の電子工学者（電気工学者）、技術経営者。Doctor of Philosophy、工学博士。日本電気（NEC）の中央研究所所長、各取締役、副社長・最高技術経営者、特別顧問、顧問を歴任し、半導体デバイス分野などで多くの実績をあげた。多摩大学名誉教授、IEEEフェロー。

## 人物
鹿児島県生まれ。同県日置郡串木野村（後の日置郡串木野町、串木野市、いちき串木野市）出身。旧制鹿児島県立第二鹿児島中学校（現鹿児島県立甲南高等学校）を経て、1943年広島陸軍幼年学校卒業、1945年陸軍航空士官学校卒業。1949年日本大学旧工学部（現日本大学理工学部）電気工学科卒業し、同学科の助手となる。1956年オハイオ州立大学電気工学科博士課程修了、博士号（Ph.D.）取得。オハイオ州立大学研究助手、日本大学講師を経て、1957年ベル研究所に研究員として入社。論文「Theoretical and experimental study on the millimeter-wave cavity Barkhausen-kurz oscillator」により1958年3月に東北大学から工学博士号授与。
1967年に日本電気株式会社へ中央研究所電子デバイス研究部長として入社し、1972年同社理事兼中央研究所所長となる。1976年取締役となって技術経営に従事し、1980年常務取締役、1982年専務取締役。1984年電子情報通信学会副会長。1987年代表取締役副社長に就任。世界に先駆けたGaAsパラメトリック増幅器の開発など半導体デバイス分野で多くの業績を残す。1989年取締役副社長最高技術経営者を辞任し特別顧問となる。1993年電子情報通信学会編集長。後、同社顧問を務めながら多摩大学大学院教授として社会人の教育に従事し、1998年同大学名誉教授の称号を受ける。

## 公的活動・受賞
電子通信学会（現電子情報通信学会）理事、テレビジョン学会（現映像情報メディア学会）評議員、日本工学アカデミー国際委員会委員長を務めたほか、全米工学アカデミー、スウェーデン工学アカデミーの各会員。また、科学技術庁科学技術会議委員、文部省大学審議会委員、通産省産業構造審議会委員、郵政省電気通信技術審議会各委員を歴任。
主な受賞
- National Electronics conference 論文賞（1967年）[7]
- IEEEフェロー（1971年）[7]
- 大河内記念技術賞（1984年）[7]
- テレビジョン学会 丹羽高柳賞功績賞（1987年）[7]
- 第51回電子情報通信学会功績賞（1990年）[5]
- 1993年度高柳記念賞（1994年）[5]
- IEEE Microwave Pioneer Award（1994年）[5]
- IEEE Frederic Philips Award（1996年]）[5]
- 紺綬褒章（1997年）[5]